# Esca
Pour les articles homonymes, voir Esca (homonymie).
L’esca est une des plus anciennes maladies de la vigne, les Romains avaient déjà remarqué sa présence sur les ceps de l’époque.
C’est une maladie cryptogamique due à des champignons parasites qui se traduit par des symptômes rendant la maladie reconnaissable.
Longtemps attribuée aux champignons Fomitiporia punctata (ou F. mediteranea) et Stereum hirsutum qui sont des champignons à dissémination aérienne et qui pénètrent par les plaies de taille, on considère actuellement que trois autres agents sont impliqués dans ce processus : Phaeoacremonium aleophilium, (Pal) Phaeomoniella chlamydospora  (Pch) et Eutypa lata qui sont également des champignons à dissémination aérienne. 
Il s’agit donc d’une maladie très complexe et les rôles respectifs des différents agents restent à ce jour mal connus.
La conservation se fait sur des ceps malades ou morts mais d’autres espèces ligneuses peuvent abriter ces champignons.

## Biologie et modes de propagation
La dissémination des spores semble avoir lieu pendant la période végétative pour Pal et toute l’année pour Pch. 
Le champignon pénètre dans le tronc et le bras par les plaies de la taille, humides et récentes (notamment lors de périodes hivernales douces et pluvieuses). À l'intérieur du cep, les champignons désorganisent les cellules. Ils détruisent aussi le bois, tuant d'abord les parties imprégnées puis par le développement d'un mycélium à l'intérieur même du bois mort qui détruit la lignine. Le bois devient alors mou et friable formant un tissu spongieux et jaunâtre comparable à de l'amadou. La progression du mycélium se fait de manière centrifuge, de proche en proche.
Leur propagation par greffage est possible.
Comme dans le cas de l’eutypiose, les symptômes peuvent apparaître ou non d’une année sur l’autre.
C'est durant différents travaux opérés sur la vigne (taille sèche, épamprage, rognage) que des plaies sont occasionnées et ces dernières permettent aux champignons de s’introduire dans les pieds et de les infecter.

## Présence sur les sarments
La dissémination de Pch peut également se faire pendant la période végétative de la vigne. Sa présence sur les sarments pourrait jouer un rôle considérable dans la contamination des plants lors de leur élaboration en pépinière.
Pch et Pal peuvent être présents à l’intérieur des sarments issus de vigne mère. La propagation par les bois destinés à la pépinière est donc tout à fait possible. Il semblerait toutefois que celle-ci soit peu importante pour les deux champignons pionniers de l’esca (Pch et Pal) qui ne sont isolés uniquement à proximité de la tête de souche. Les scientifiques seraient tentés de penser que la propagation des champignons de l’esca par les bois de porte-greffe est très faible. Mais vu la réalité des symptômes dans le vignoble, il faut envisager la possibilité que des contaminations ne s’effectuent que sur la jeune plantation par le milieu environnant.
La contamination se fait notamment via des plaies de taille lors de périodes hivernales douces et pluvieuses. Leur propagation par greffon, porte-greffes ou greffés-soudés est possible ou encore dans le substrat lors de la stratification en pot. On peut supposer qu’il est apporté par du matériel contaminé à sa surface ou infecté.
La vigueur peut s’avérer être un problème non négligeable car elle occasionne des plaies de taille plus importantes et, par conséquent, plus d’entrées potentielles pour les champignons précurseurs de l’esca.

### Conditions favorables à son développement
- La chaleur : 20 à 30 °C, ce qui explique l'importance de cette maladie en zone méditerranéenne.
- L'humidité : elle doit être supérieure à 60 % et fournie par le bois vivant à côté du bois mort.
- L’absence d'oxygène : ces champignons sont anaérobies.
- La transformation des ceps : modification du mode de conduite.

### Maladies voisines de l’esca
L’eutypiose est une maladie voisine de l’esca, mais aux symptômes différentiables :
- sur le bois, la nécrose est de consistance dure ;
- quant aux feuilles, elles sont nécrosées, contrairement à l’esca.

Le Black Dead Arm est bien plus proche encore de l’esca.

## Moyens de lutte
Durant des années, la lutte contre l'esca passait par l'épandage d'arséniate de plomb, jusqu'en 1971, puis d'arséniate de sodium jusqu'à son interdiction, en France et en Europe, en 2001. Outre leur toxicité intrinsèque, ces produits ont contribué à contaminer les terres cultivées en métaux lourds : arsenic, plomb. Une étude faite par la mutuelle sociale agricole en 2000 a montré que les protections utilisées par les viticulteurs se révélaient insuffisantes face à la toxicité.
Les cépages sensibles n'ont pas tardé à montrer des symptômes et les cépages dits tolérants ont suivi. Certaines régions montrent des taux d'attaque alarmants. Les mesures prophylactiques ne semblent pas avoir la même efficacité que contre l'eutypiose.
La méthode de taille de la vigne Guyot Poussard permettrait de lutter contre la prolifération de l'esca,.
Une autre méthode qui commence à montrer ses preuves est appelée « curetage ». Il s’agit, à l’aide d’une tronçonneuse d’enlever la partie du cep où se trouve le bois mort en suivant les flux de sève. Cette méthode montre des résultats très encourageants, notamment à Sancerre où est planté du sauvignon très sensible à la maladie.